# 加法尼亚-达纳扎雷
加法尼亚-达纳扎雷是葡萄牙阿威罗区的一个堂区。总面积15.65平方公里，总人口14021人，人口密度895.9人/平方公里。